# Jimmy Slattery
Pour les articles homonymes, voir Slattery.
Jimmy Slattery est un boxeur américain né le 25 août 1904 à Buffalo, New York, et mort le 30 août 1960.

## Carrière
Il devient champion du monde des poids mi-lourds de la National Boxing Association (NBA, ancêtre de la WBA) le 30 août 1927 en battant aux points Maxie Rosenbloom. Slattery perd le combat de réunification des ceintures NBA et NYSAC (New York State Athletic Commission) face à Tommy Loughran le 12 décembre 1927 mais remporte le titre NYSAC le 10 février 1930 aux dépens de Lou Scozza. Il s'incline par deux fois contre Rosenbloom quelques mois plus tard et met un terme à sa carrière en 1934.

## Distinction
- Jimmy Slattery est membre à titre posthume de l'International Boxing Hall of Fame depuis 2006[2].